# محمود وراق هروی
محمودِ وراق هروی شاعر پیشگام پارسی‌گو، هم‌دوره با دودمان‌های طاهریان و صفاریان بود. از او تنها یک دوبیتی به جا مانده‌است:
| نگـاریـنـا بـه نقـد جانْـت ندْهم |  | گـرانـی در بـهـا، ارزانْـت نـدْهـم |
| گرفتستم به‌جان دامانِ وصلت       |  | دهم جان از کف و دامانْت ندْهم      |

محمود وراق هروی را از معاصران پادشاهان طاهری شمرده و وفاتش را به سال ۲۲۱ نوشته‌اند.

## منبع
- محمّد دبیرسیاقی، پیشاهنگان شعر پارسی، شرکت انتشارات علمی و فرهنگی